# Henri Gérente
Pour l’article homonyme, voir Henri Gérente (peintre verrier).
Henri Gérente est un ingénieur et homme politique français né le 25 juillet 1897 dans le 16e arrondissement de Paris où il est décédé le 31 janvier 1970 .

## Biographie
Polytechnicien, il est ingénieur à la compagnie de Chemin de fer PLM (Paris Lyon Marseille) de 1921 à 1936. Élu député conservateur de la Haute-Savoie de 1936 à 1940. Il vote les pleins pouvoirs au maréchal Pétain le 10 juillet 1940, mais est relevé de son inéligibilité à la Libération pour sa participation à la Résistance. 
Candidat à la première assemblée constituante, il subit un très gros échec qui met fin à sa carrière politique. Il devient administrateur de sociétés et participe comme conseiller technique à plusieurs cabinets ministériels sous la IVe république.

## Sources
- « Henri Gérente », dans le Dictionnaire des parlementaires français (1889-1940), sous la direction de Jean Jolly, PUF, 1960 [détail de l’édition]